# Sven Van Hees
Sven Van Hees (Antwerpen, 26 mei 1968) is een Belgisch muzikant die zich heeft gespecialiseerd in de muziekstijlen chill-out en lounge. Hij is ook actief als dj en producer. Op die manier was hij in de vroege jaren negentig betrokken bij de dancescene. Zo maakte hij met de Nederlandse DJ Remy het nummer Piano Power. 

## Biografie
Van Hees raakte in de vroege jaren negentig betrokken bij de Belgische dancescene. Zo richtte hij het label Wonka op met Sebastien Kalonji en Koenie van Immerseel. Met hen produceert hij ook diverse singles onder verschillende namen. In 1992 zijn Drumattack van Jambo! en Oempa-Loema van Aquastep kleine successen. Hij raakt ook betrokken bij R&S Records en het Global Cuts sublabel. Hier werkt hij samen met Nederlander Dj Remy. Als Remy & Sven maken ze de clubhit Piano Power (1993), een nummer dat in 2003 nog door Underworld wordt geselecteerd voor hun Back to Mine-compilatie. Ook hun remix van Warwick (1993), van Eddie 'Flashin' Fowlkes doet het goed. 
Vanaf het midden van de jaren negentig slaat Van Hees een andere koers in. Hij richt zich meer op chill-out en lounge en begint albums te produceren die met tussenpozen van twee à drie jaar verschijnen. In 2012 werkt Van Hees mee aan de documentaire The Sound of Belgium waarin hij vertelt over zijn tijd bij R&S Records en de pioniersrol die België speelde binnen de wereld van de elektronische muziek in de jaren 80 en 90.

## Discografie
- Svengali (1996)
- Gemini (1999)
- Calypso (2002)
- Synesthesia (2005)
- Exotica (2007)
- Maverick (2009)
- Heatwave (2011)
- Beach Bliss (2014)
- Chameleon (2015)
- Aquatic (2017)
- SvenSei (2019)
- Sun Glitter (2021)